# جمیل مفیدزاده
جمیل مفیدزاده (ترکی آذربایجانی: Cəmil Miryusif oğlu Müfidzadə؛ ۲۴ فوریهٔ ۱۹۳۴ – ۲۰ دسامبر ۲۰۱۹) نقاش آذربایجانی دریافت کننده عنوان افتخار نقاش افتخاری جمهوری آذربایجان بود.

## زندگی‌نامه
جمیل مفیدزاده در ۲۴ فوریه سال ۱۹۳۴ در شهرستان اردوباد به دنیا آمد. در بین سال‌های ۱۹۴۸ تا ۱۹۵۵ در مدرسه نقاشی عظیم عظیم‌زاده تحصیل کرد. سپس در میان سالهای ۱۹۵۵–۱۹۵۶ در مدرسه دولتی هنر شوچنکو و از سال ۱۹۵۹ الی ۱۹۶۲ در آکادمی دولتی هنر و دیزاین خارکیف در کشور اوکراین به تحصیلات خود ادامه داد.
در سالهای بعدی جمیل مفیدزاده مسئولیت دانشکده گرافیک را در آکادمی دولتی نقاشی آذربایجان به عهده گرفت.
جمیل مفیدزاده در طول فعالیت خود نمایشگاه‌های انفرادی‌ای در کشورهای لهستان (۱۹۷۲)، آذربایجان (۱۹۷۷، ۱۹۸۵، ۱۹۸۶، ۱۹۹۴، ۲۰۰۶، ۲۰۰۹)، روسیه (۱۹۷۷)، ایران (۱۹۹۲، ۲۰۰۳)، فرانسه (۱۹۹۱) و ترکیه (۱۹۹۸) برگزار کرد. آثار وی در موزه ملی هنر جمهوری آذربایجان، نگارخانه دولتی هنر جمهوری آذربایجان، موزه دولتی هنرهای خاوری در مسکو، «موزه گرکی»، موزه لودویگ، «موزه هنرهای زیبا زنابازار» در شهر اولان‌باتور کشور مغولستان، و نیز کلکسیون‌های خصوصی در فرانسه و دیگر کشورها نگهداری می‌شوند.
جمیل مفیدزاده ۲۰ دسامبر سال ۲۰۱۹ در شهر باکو درگذشت.

## جوایز
- نقاش خلق جمهوری آذربایجان- ۳۰ مه سال ۲۰۰۲[۵]
- نقاش افتخاری آذربایجان شوروی- ۱ دسامبر سال ۱۹۸۲[۶]